# Arc des Peruzzi

L'Arc des Peruzzi est situé à Florence, entre la via de' Benci et de la piazza Peruzzi.

## Histoire et description
La place était autrefois appelé le "corte dei Peruzzi", parce que tous les bâtiments qui s'y trouvaient appartenaient à la riche famille de banquiers des Peruzzi (tour des Peruzzi, le palais et la loggia détruite en 1772).
L'arc était une sorte d'accès monumental, comme un pont aérien reliant deux palais. Selon Giorgio Vasari, Paolo Uccello avait peint le côté intérieur de cet arc avec des fresques. Les vestiges étaient encore visibles du temps de Filippo Baldinucci.
Des peintures, il ne reste pas une trace. La voûte est légèrement abaissée avec des blocs en pierre de taille rustique, avec le blason des Peruzzi sur la clé de voûte.
L'arc est relié au sud, avec le palazzo Peruzzi-Lotti et au nord, avec le palazzo Caccia Peruzzi.

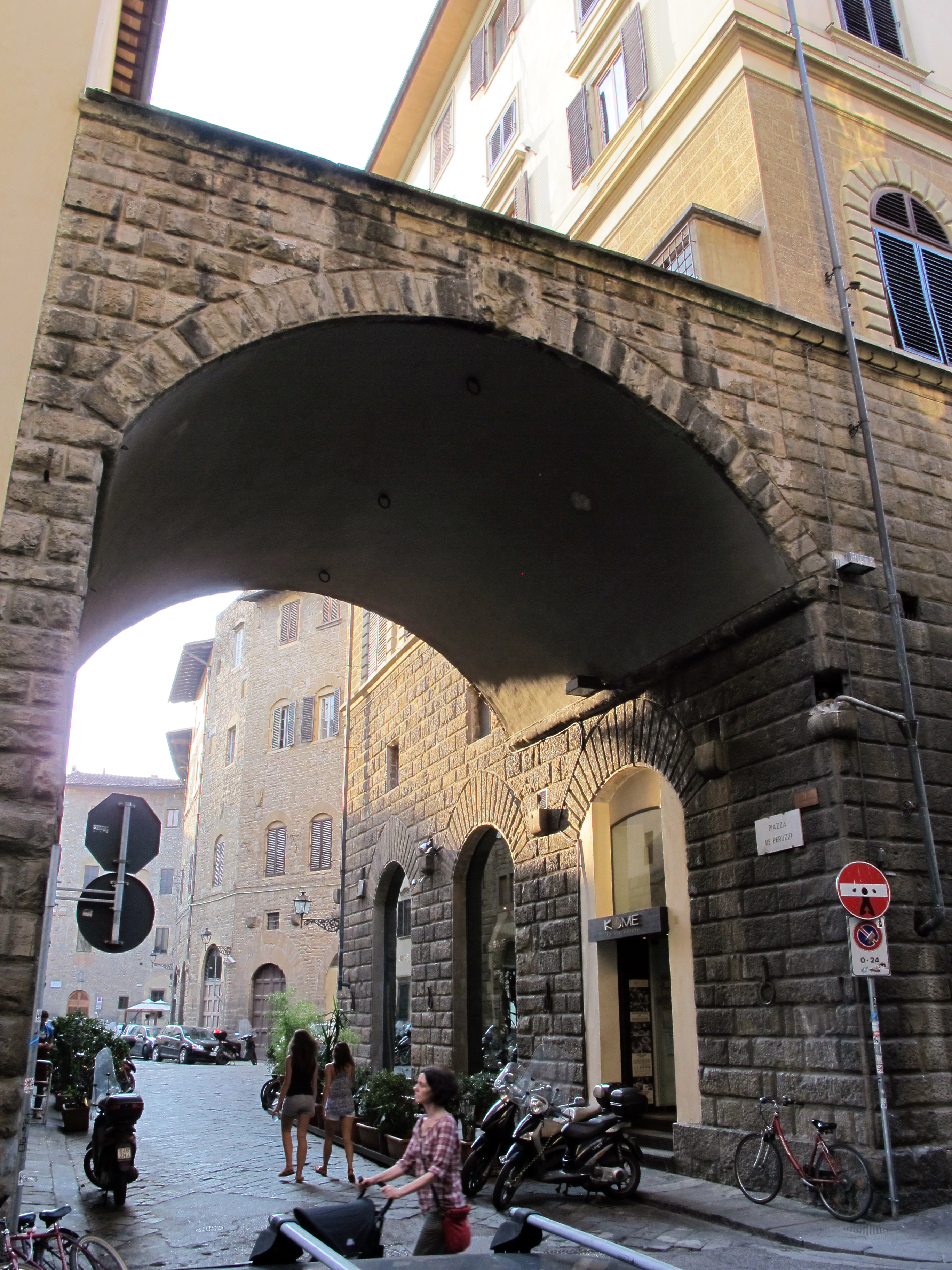
Rue latérale de via de' Benci
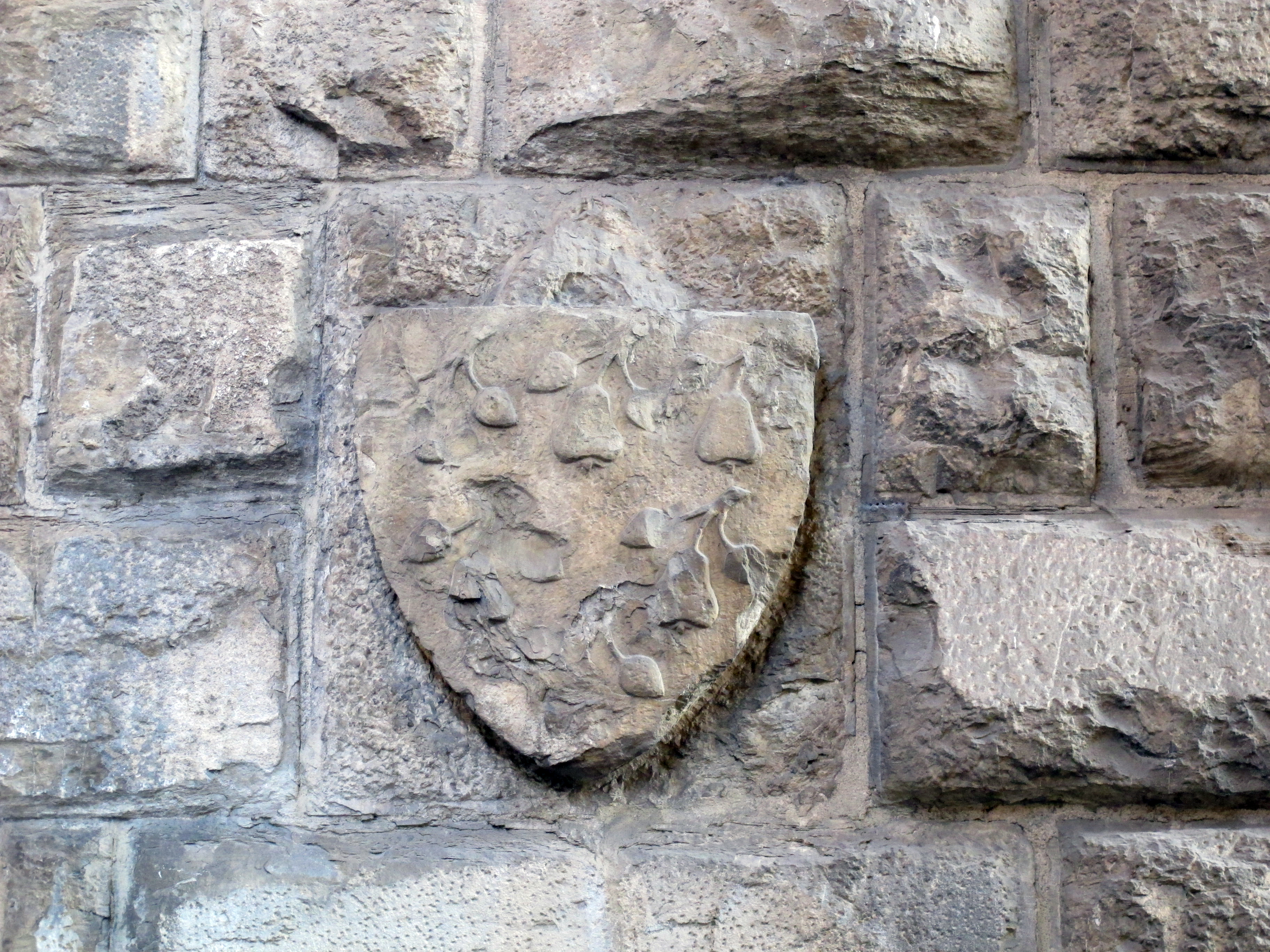
Blason des Peruzzi sur l'arc